# علم التواصل
علم التواصل هو الدراسة العلمية والأكاديمية لكيفية إنشاء واستخدام الرسائل للتأثير على بيئتنا الاجتماعية. التواصل هو مجال أكاديمي يميز نفسه عن المجال الأوسع للتواصل الإنساني مع استخدامه الحصري للطرق العلمية لدراسة الظواهر التواصلية. أهداف هذه الأساليب العلمية هي إنشاء وتوسيع المعرفة المستندة إلى النظرية حول عمليات ونتائج الاتصال. يوظف الممارسون في تخصص التواصل طرق البحث التجريبية والاستنتاجية، مثل المسوحات المستعرضة والطولية والتجارب والتحاليل التلوية وتحليل المحتوى، لاختبار الفرضيات المستمدة من الناحية النظرية. يتم اختبار العلاقات الارتباطية والسببية بين متغيرات الاتصال في هذه الدراسات.
يستكشف الباحثون في مجال علم التواصل وظائف جديدة للتواصل. قد تشمل هذه الوظائف التواصل بين الأشخاص، ومعالجة الرسائل والإقناع. قد يضع الباحثون دراساتهم أيضًا ضمن سياقات مختلفة مثل التواصل بين الثقافات، والتواصل الصحي، والتواصل بين المجموعات والتواصل بواسطة التكنولوجيا والتواصل في المجموعات الصغيرة. تربط الاستنتاجات من علم التواصل الأبحاث مع وجهات نظر مختلفة من العلوم الاجتماعية والعلوم الطبيعية والطب.

## الاصطلاح والتعاريف
كلمة علم التواصل (communicology) لها جذور في اللاتينية من commūnicō، بمعنى مشاركة أو نقل، واللاحقة -logia تعني «دراسة». تركز الدراسة الأكاديمية للتواصل البشري على استخدام الرسائل في نقل المعلومات والمشاركة في الحوار. وصف تشارلز هورتون كولي نظام التواصل على أنه أداة، واختراع تقدمي، تؤثر تحسيناتها على البشرية وتغير حياة كل فرد أو مؤسسة». تترجم communis وهي الصفة من commūnicō بأنها «جعل الشيء مشترك». من المساعي المهمة في الدراسة الأكاديمية للتواصل البشري هو فهم كيفية إنشاء المعنى من خلال الرسائل المشاركة بين الشركاء المتفاعلين. على الرغم من المحاولات المختلفة لتسمية الدراسة العلمية للتواصل بما في ذلك «علوم التواصل» و«دراسات التواصل»، فقد استخدمت هذه المصطلحات للإشارة إلى نهج واسعة وشاملة لدراسة الرسائل. تضيّق تسمية علم التواصل نطاق دراسة التواصل البشري من خلال التركيز فقط على الأساليب العلمية في بناء الرسائل وإنتاجها وتبادلها.

## تاريخها
بدأت دراسة التواصل البشري في اليونان القديمة وروما من خلال فلاسفة بارزين مثل سقراط وشيشرون وأفلاطون. تابع طلاب هذه الدراسة المبكرة للتواصل السعي للمعرفة بالبلاغة العامة والخطابة والإقناع. تكثف الاهتمام بالدراسة الحديثة للتواصل البشري مع ازدهار التكنولوجيا وسرعان ما تطورت لتصبح مجالًا مشروعًا بعد الحرب العالمية الأولى والحرب العالمية الثانية.
يمكن إرجاع الدراسة الحديثة للتواصل في الولايات المتحدة إلى أربع أسلاف مؤثرين هم: بول لازارسفيلد، وكورت ليفين ليوين، وهارولد لاسويل وكارل هوفلاند. تأثر لازارسفيلد الذي تدرب كعالم في الرياضيات بالاشتراكية. جعله تدريبه في الرياضيات ينجذب إلى منهجية التواصل أكثر من محتواها الأصلي. من ناحية ثانية، انخرط لازارسفيلد في وضع بعض النظريات حول تأثيرات الدعاية على مشاهديها. ما تزال صيغة تدفق الاتصال المكونة من خطوتين والتي تصف كيفية انتشار المعلومات في الرأي العام مستخدمةً حتى يومنا هذا. كان هارولد لاسويل مهتمًا بديناميكيات السلطة الموجودة في السياسة. استخدم لاسويل نهجًا مختلفة لفهم تأثير التأثيرات الإعلامية لرسائل الدعاية بما في ذلك الدراسات الأولية التي استخدم فيها التصاميم النقدية والنوعية ودراساته الكمية اللاحقة. تأثر بشكل كبير بالتفكير البراغماتي والفرويدي. أفضل المشاركات المعروفة له في مجال التواصل هي صيغة التواصل. بدأ كورت ليفين عمله كطبيب نفسي تجريبي في جامعة برلين. رغم أن بعض أعماله ركزت بعد انتقاله إلى الولايات المتحدة على البحث التطبيقي أو العملي، فإن أكبر مشاركات ليفين في الفهم العلمي كانت مستندةً على أبحاثه النظرية. كان نهجه في دراسة علم النفس موجهًا بشكل كبير من العلوم الطبيعية، وبشكل خاص الفيزياء والطب. كان كارل هوفلاند مدير الدراسات التجريبية لأبحاث الدعاية خلال الحرب العالمية الثانية. كان هوفلاند مهتمًا بالإقناع بالدعاية، بما في ذلك الأفكار التي تشتمل على الاتجاهات والمصداقية ونداءات الخوف. كان نهج هوفلاند لدراسة الإقناع متأثرًا بنظرية فرويد في التحليل النفسي ونظرية كلارك هول السلوكية ونظرية الاستجابة التحفيزية. تناول هوفلاند خلال فترة توليه منصب مدير معهد العلاقات الإنسانية في جامعة ييل، عددًا كبيرًا من المشاكل الاجتماعية في أبحاثه واستخدم مناهج متعددة الاختصاصات.
لم تتوقف دراسة الدعاية والتفاعلات البشرية بصورة عامة بعد الحرب العالمية الثانية. فهم الأجداد أهمية دراسة إنشاء الرسائل وتبادلها. طوروا مراكز ومعاهد للتواصل في مؤسساتهم الخاصة. تطورت الدراسة الحديثة للتواصل البشري في العقود التالية من حيث تطور المواضيع التي يدرسها الباحثون والمقاربات المنهجية المختلفة التي تمت دراسة هذه المواضيع من خلالها. بدأ الباحثون بعنونة المواضيع المتعلقة بالرسائل التي تهمهم في مجالات فرعية مثل التواصل الصحي، والتواصل الجماعي، والتواصل الشخصي والتواصل بين الثقافات والإقناع والتأثير الاجتماعي، والتواصل السياسي وتكنلوجيا الاتصال. اقترب هؤلاء الباحثون من وضع النظرية والبحث في التواصل البشري باستخدام مختلف الأساليب الوجودية والمعرفية بما في ذلك التقاليد البلاغية والسيميائية والظاهراتية والسبرانية وتقاليد علم النفس الاجتماعية والاجتماعية الثقافية والانتقادية. ينتشر مصطلح «تواصل» الذي يستخدم لوصف مجموعة هذه التقاليد المختلفة إلى حد كبير على نطاق واسع وشامل حيث أنه يعني كل شيء ولا شيء وفي الوقت نفسه.